# Neoplatonismo y cristianismo
El neoplatonismo fue una influencia importante en la teología cristiana durante la Antigüedad tardía y la Edad Media occidental. Se debió a San Agustín, que estuvo muy influenciado por los primeros neoplatónicos Plotino y Porfirio, así como por los trabajos del escritor cristiano Pseudo Dionisio el Areopagita, que estuvo influenciado por neoplatónicos más tardíos como Proclo y Damascio.

## Antigüedad tardía
Ciertos principios centrales del neoplatonismo sirvieron como un interino filosófico para el teólogo cristiano Agustín de Hipona en su viaje del maniqueísmo dualista al cristianismo. Como Manichee, Agustín había sostenido que el mal tiene un ser sustancial y que Dios está hecho de materia; cuando se convirtió en neoplatonista, cambió su punto de vista sobre estas cosas. Como neoplatonista, y más tarde cristiano, Agustín creía que el mal es una privación del bien y que Dios no es material. Quizás lo más importante, el énfasis en la contemplación mística como un medio para encontrar directamente a Dios o al Uno, que se encuentra en los escritos de Plotino y Porfirio, afectó profundamente a Agustín. Informa de, al menos, dos experiencias místicas en sus Confesiones que siguen claramente el modelo neoplatónico. Según su propio relato, de su importante descubrimiento de "los libros de los platónicos" en el Libro 7 de Confesiones, Agustín debe su concepción de Dios y del alma humana como sustancia incorpórea al neoplatonismo.
Muchos otros cristianos fueron influenciados por el neoplatonismo, especialmente al identificar al neoplatónico Uno, o Dios, con Yahvé. El más influyente de ellos sería Orígenes, que potencialmente tomó clases de Amonio Saccas (aunque esto no es seguro ya que puede haber existido un filósofo diferente, ahora llamado Orígenes el pagano, en el mismo tiempo), y el autor de finales del siglo V conocido como Pseudo-Dionisio el Areopagita.
El neoplatonismo también tuvo vínculos con el gnosticismo, al que Plotino reprendió en su tratado noveno de las segundas Enéadas: "Contra los que afirman que el creador del Cosmos y el propio Cosmos para ser malvado" (generalmente conocido como "Contra los gnósticos").
Debido a que su creencia se basaba en el pensamiento platónico, los neoplatonistas rechazaron la vilificación del gnosticismo del demiurgo de Platón, el creador del mundo material o cosmos discutido en el Timeo. Aunque el neoplatonismo ha sido referido como filosofía platónica ortodoxa por eruditos como el profesor John D. Turner, esta referencia puede deberse en parte al intento de Plotino de refutar ciertas interpretaciones de la filosofía platónica, a través de sus Enéadas. Plotino creía que los seguidores del gnosticismo habían corrompido las enseñanzas originales de Platón.
A pesar de la influencia que tuvo esta filosofía en el cristianismo, Justiniano lastimaría el neoplatonismo posterior al ordenar el cierre de la refundada Academia de Atenas en 529.

## Edad Media
Pseudo-Dionisio demostró ser significativo tanto para las ramas bizantinas como romanas del cristianismo. Sus obras fueron traducidas al latín por Juan Escoto Erígena en el siglo IX.

## Neoplatonismo en la teología ortodoxa
Desde los días de la Iglesia primitiva hasta el presente, la Iglesia ortodoxa ha hecho un uso selectivo positivo de la filosofía griega antigua, particularmente Sócrates, Platón, Aristóteles y los estoicos. Por ejemplo, el término 'logos' (griego Λόγος) se originó con Heráclito y significaba razón o pensamiento. En el contexto cristiano, el Logos adquiere un significado más profundo y se convierte en un nombre para la segunda persona de la Trinidad. El escritor y teólogo Gregorio Palamás dio en el siglo XIV cuatro significados distintos para el término 'logos'. El principio más importante a tener en cuenta es que el cristianismo primitivo se desarrolló en un medio griego y se utilizó un vocabulario común en la escritura filosófica, espiritual y teológica. Sin embargo, los significados de las palabras a veces evolucionaron a lo largo de diferentes líneas. En otros casos, las ideas y conceptos filosóficos fueron a veces adaptados y cambiados por escritores cristianos. Cualquier esfuerzo exegético que intente desentrañar la influencia del pensamiento neoplatónico en la teología cristiana debe tener en cuenta estos principios. También se debe tener en cuenta que la filosofía se usó de manera muy diferente en las tradiciones teológicas orientales y occidentales. 
Los escritos atribuidos a Dionisio el Areopagita se encuentran entre las obras más enigmáticas de la antigüedad tardía. Los eruditos bizantinos como Gregorio Palamás citaron a Dionisio especialmente en asuntos de teología mística, como la teoría, las energías divinas y la incognoscencia de Dios. En la actualidad, los teólogos y filósofos modernos todavía están debatiendo si Dionisio era un neoplatónico con influencias cristianas o un escritor cristiano con influencias neoplatónicas. Entre los eruditos ortodoxos, la opinión posterior parece ser compartida por escritores como Andrew Louth y Vladimir Lossky. Sin embargo, otros estudiosos ortodoxos como John Meyendorff creen que el neoplatonismo de Dionisio ejerció influencias tanto positivas como negativas en la teología ortodoxa. Meyendorff sostiene que Dionisio ha generado cierta confusión en las áreas de formulaciones litúrgicas y eclesiológicas.

## Renacimiento
Marsilio Ficino, que tradujo Plotino, Proclo, así como las obras completas de Platón al latín, fue la figura central de un importante renacimiento neoplatonista en el Renacimiento. Su amigo, Giovanni Pico della Mirandola, también fue una figura importante en este movimiento. Ambos eran estudiantes de la Cabalá mística judía, que estaba fuertemente influenciada por el neoplatonismo. El renovado interés en la filosofía plotiniana contribuyó a la teología racional y la filosofía de la "escuela platónico de Cambridge" (B. Whichcote, R. Cudworth, J. Smith, H. More, etc). El neoplatonismo renacentista también se superpuso o clasificó en varias formas de esoterismo cristiano.

## Cristoplatonismo
El cristoplatonismo es un término utilizado para referirse a un dualismo propuesto por Platón, el cual influyó sobre la Iglesia, que sostiene que el reino espiritual es bueno pero el material es malo. Según el autor Randy Alcorn, el cristoplatonismo directamente "contradice el dicho bíblico de que Dios afirmaba de todo lo que creó que era bueno".